# Lidice
Lidice (njemački: Liditz) selo u Češkoj, 16 km sjeverozapadno od Praga. Kada je češki antifašist u Pragu ubio 27. svibnja 1942. Reinharda Heydricha, njemačkog protektora Češke i Moravske, njemačke su okupacijske snage predvođene SS-om pokrenule krvavu odmazdu širom Češke, u sklopu koje je češko selo Lidice, zajedno sa svojim stanovnicima bilo 10. lipnja 1942. do temelja uništeno.   

## Povijest
Selo se prvi puta spominje u jednom pisanom dokumentu iz 1318. Nakon industrijalizacije regije, mnogo stanovnika Lidica pronašlo je posao u rudnicima i tvornicama u obližnjim gradovima Kladnu i Slanom.

## Pokolj u Lidicama
Dana 27. svibnja 1942. zamjenik zapovjednika Gestapa, Reinhard Heydrich, bio je na putu prema Pragu u ulozi protektora Češke i Moravske, kada su povorku automobila u kojoj se nalazio i Heydrich, napala dva češka antifašista. Nakon pet dana Heydrich je od posljedica napada umro a nacisti su započeli s masovnim osvetama protiv češkog naroda.
Najpoznatiji među osvetničkim napadima zbio se 10. lipnja. Njemačke su snage opkolile Lidice i zapriječile sve izlaze iz sela. Nacisti su namjerno izabrali ovo selo zbog otpora i neprijateljstva stanovnika prema okupacijskim snagama, a selo je bilo i sumnjičeno za davanje utočišta lokalnim partizanima iz pokreta otpora. Nijemci su sakupili cijelo stanovništvo na jednom mjestu, a potom su muškarce starije od 16 godina odvojili i zatvorili u staju. Sljedećeg su dana svi bili strijeljani. Još je devetnaestero rudara, zajedno sa sedam žena bilo poslano u Prag, gdje su ih također strijeljali. Ostatak ženskog stanovništva bio je prebačen u koncentracijski logor Ravensbrück, gdje je četvrtina umrla ili u plinskim komorama ili od iscrpljujućeg prisilnog rada. Djeca su bila odvedena u koncentracijski logor Gneisenau, gdje su ih razvrstali po rasističkim kriterijima. Onu djecu koju su procijenili da su pogodna za preodgoj u Arijevce otpravili su u Njemačku, dok sudbina preostale djece i danas ostaje nepoznata. Selo je uništeno i sravnjeno sa zemljom. 
Sveukupno u nacističkom osvetničkom činu u Lidicama poginulo je oko 340 osoba. Malo češko selo Ležáky bilo je uništeno dva tjedna poslije uništenja Lidica. U ovom slučaju strijeljani su bili i muškarci i žene a djeca su bila poslana u koncentracijski logor ili na preodgoj. 
Kad se zbroje sve žrtve, procjenjuje se da je oko 1 300 osoba položilo svoj život ne bi li nacisti osvetili jednog čovjeka, zamjenika zapovjednika Gestapa i protektora Češke i Moravske Reinharda Heydricha.

## Lidice danas
Iako je selo bilo sravnjeno sa zemljom, obnovljeno je nakon rata (1949.). Ubrzo nakon uništenja sela, nekoliko je gradova u različitim zemljama (poput San Jerónimo-Lídice u Brazilu) uz svoje pridodalo još i ime Lidice, kako bi to ime živjelo unatoč Hitlerovoj namjeri. U nekim zemljama Lidice je čak postalo i žensko ime. 
Preživjele žene i djeca nakon rata su se vratili u selo.  Novo naselje Lidice izgrađeno je odmah pokraj starog sela, koje je danas spomen-područje. 
Selo Ležáky poslije rata nije bilo obnovljeno.

## Vanjske poveznice
- Povijest sela Lidice (na engleskom)  Arhivirana inačica izvorne stranice od 10. travnja 2005. (Wayback Machine)
- Spomen-područje Lidice (na engleskom)  Arhivirana inačica izvorne stranice od 9. lipnja 2005. (Wayback Machine)
- Službena Internet stranica Lidica (na češkom)